# بلنتاین
بلنتاین (به انگلیسی: Ballantine's) یک نوع ویسکی مخلوط اسکاتلندی شرکت پرنود ریکارد است که در شهر دامبرتون، اسکاتلند تولید می‌شود.

پنج بطری ویسکی بلنتاین

بلنتاین دومین ویسکی اسکاتلندی پرفروش جهان بعد از جانی واکر است.